# Lista över fornlämningar i Strängnäs kommun (Fogdö)
Lista över fornlämningar i Strängnäs kommun (Fogdö) är en förteckning av ett urval av de fornlämningar som finns i Fogdö i Strängnäs kommun.
| Namn                             | Lämningstyp                      | Tillkomsttid | Historisk indelning | Plats       | Läge                 | ID-nr          | Bild                                      |
| -------------------------------- | -------------------------------- | ------------ | ------------------- | ----------- | -------------------- | -------------- | ----------------------------------------- |
| Fogdö 2:1                        | Gravfält                         |              | Fogdö, Södermanland |             | 59.413757, 16.910164 | 10032100020001 | Ladda upp en bild av detta fornminne      |
| Fogdö 4:1                        | Gravfält                         |              | Fogdö, Södermanland |             | 59.418803, 16.902074 | 10032100040001 | Ladda upp en bild av detta fornminne      |
| Fogdö 5:1                        | Röse                             |              | Fogdö, Södermanland |             | 59.419569, 16.902449 | 10032100050001 | Ladda upp en bild av detta fornminne      |
| Fogdö 8:1                        | Stensättning                     |              | Fogdö, Södermanland |             | 59.418591, 16.906799 | 10032100080001 | Ladda upp en bild av detta fornminne      |
| Fogdö 10:1                       | Hög                              |              | Fogdö, Södermanland |             | 59.415974, 16.914388 | 10032100100001 | Ladda upp en bild av detta fornminne      |
| Fogdö 10:2                       | Stensättning                     |              | Fogdö, Södermanland |             | 59.416012, 16.914080 | 10032100100002 | Ladda upp en bild av detta fornminne      |
| Sö 321 (Fogdö 11:1)              | Runristning                      |              | Fogdö, Södermanland | Kråktorp    | 59.425832, 16.930294 | 10032100110001 | Ladda upp en bild av detta fornminne      |
| Fogdö 12:1                       | Hög                              |              | Fogdö, Södermanland |             | 59.424882, 16.927810 | 10032100120001 | Ladda upp en bild av detta fornminne      |
| Fogdö 14:1                       | Stensättning                     |              | Fogdö, Södermanland |             | 59.426050, 16.923435 | 10032100140001 | Ladda upp en bild av detta fornminne      |
| Fogdö 14:2                       | Stensättning                     |              | Fogdö, Södermanland |             | 59.426052, 16.923001 | 10032100140002 | Ladda upp en bild av detta fornminne      |
| Hingstbacken (Fogdö 17:1)        | Stensättning                     |              | Fogdö, Södermanland |             | 59.420719, 16.892208 | 10032100170001 | Ladda upp en bild av detta fornminne      |
| Fogdö 20:1                       | Hög                              |              | Fogdö, Södermanland |             | 59.425024, 16.889648 | 10032100200001 | Ladda upp en bild av detta fornminne      |
| Fogdö 20:2                       | Stensättning                     |              | Fogdö, Södermanland |             | 59.425161, 16.889419 | 10032100200002 | Ladda upp en bild av detta fornminne      |
| Fogdö 22:1                       | Hög                              |              | Fogdö, Södermanland |             | 59.422248, 16.880868 | 10032100220001 | Ladda upp en bild av detta fornminne      |
| Fogdö 22:2                       | Hög                              |              | Fogdö, Södermanland |             | 59.422217, 16.880698 | 10032100220002 | Ladda upp en bild av detta fornminne      |
| Fogdö 22:3                       | Hög                              |              | Fogdö, Södermanland |             | 59.422209, 16.880536 | 10032100220003 | Ladda upp en bild av detta fornminne      |
| Fogdö 23:1                       | Stensättning                     |              | Fogdö, Södermanland |             | 59.422107, 16.889102 | 10032100230001 | Ladda upp en bild av detta fornminne      |
| Fogdö 23:2                       | Stensättning                     |              | Fogdö, Södermanland |             | 59.421988, 16.889246 | 10032100230002 | Ladda upp en bild av detta fornminne      |
| Fogdö 24:1                       | Stensättning                     |              | Fogdö, Södermanland |             | 59.426871, 16.891125 | 10032100240001 | Ladda upp en bild av detta fornminne      |
| Fogdö 26:1                       | Gravfält                         |              | Fogdö, Södermanland |             | 59.426114, 16.898616 | 10032100260001 | Ladda upp en bild av detta fornminne      |
| Ingjaldsborgen (Fogdö 29:1)      | Borg                             |              | Fogdö, Södermanland |             | 59.439135, 16.938469 | 10032100290001 | Ladda upp en bild av detta fornminne      |
| Vårfruberga kloster (Fogdö 30:1) | Kloster                          |              | Fogdö, Södermanland |             | 59.438709, 16.937198 | 10032100300001 | Ladda upp en till bild av detta fornminne |
| Fogdö 36:1                       | Gravhägnad                       |              | Fogdö, Södermanland |             | 59.442701, 16.927366 | 10032100360001 | Ladda upp en bild av detta fornminne      |
| Fogdö 37:1                       | Stensättning                     |              | Fogdö, Södermanland |             | 59.442533, 16.926565 | 10032100370001 | Ladda upp en bild av detta fornminne      |
| Fogdö 37:2                       | Stensättning                     |              | Fogdö, Södermanland |             | 59.442550, 16.926840 | 10032100370002 | Ladda upp en bild av detta fornminne      |
| Fogdö 37:3                       | Stensättning                     |              | Fogdö, Södermanland |             | 59.442593, 16.926361 | 10032100370003 | Ladda upp en bild av detta fornminne      |
| Fogdö 38:1                       | Hög                              |              | Fogdö, Södermanland |             | 59.432876, 16.928427 | 10032100380001 | Ladda upp en bild av detta fornminne      |
| Fogdö 39:1                       | Röse                             |              | Fogdö, Södermanland |             | 59.433520, 16.924434 | 10032100390001 | Ladda upp en bild av detta fornminne      |
| Fogdö 39:2                       | Stensättning                     |              | Fogdö, Södermanland |             | 59.433364, 16.924937 | 10032100390002 | Ladda upp en bild av detta fornminne      |
| Fogdö 39:3                       | Stensättning                     |              | Fogdö, Södermanland |             | 59.433296, 16.925145 | 10032100390003 | Ladda upp en bild av detta fornminne      |
| Fogdö 39:4                       | Stensättning                     |              | Fogdö, Södermanland |             | 59.433095, 16.924775 | 10032100390004 | Ladda upp en bild av detta fornminne      |
| Fogdö 43:1                       | Stensättning                     |              | Fogdö, Södermanland |             | 59.434684, 16.915046 | 10032100430001 | Ladda upp en bild av detta fornminne      |
| Fogdö 46:1                       | Gravfält                         |              | Fogdö, Södermanland |             | 59.432555, 16.916402 | 10032100460001 | Ladda upp en bild av detta fornminne      |
| Fogdö 48:1                       | Gravfält                         |              | Fogdö, Södermanland |             | 59.433168, 16.913781 | 10032100480001 | Ladda upp en bild av detta fornminne      |
| Fogdö 49:1                       | Hög                              |              | Fogdö, Södermanland |             | 59.429109, 16.910747 | 10032100490001 | Ladda upp en bild av detta fornminne      |
| Väderkvarnsbacken (Fogdö 51:1)   | Gravfält                         |              | Fogdö, Södermanland |             | 59.430993, 16.908047 | 10032100510001 | Ladda upp en bild av detta fornminne      |
| Fogdö 52:1                       | Grav markerad av sten/block      |              | Fogdö, Södermanland |             | 59.430248, 16.907721 | 10032100520001 | Ladda upp en bild av detta fornminne      |
| Fogdö 53:1                       | Gravfält                         |              | Fogdö, Södermanland |             | 59.435347, 16.907230 | 10032100530001 | Ladda upp en bild av detta fornminne      |
| Fogdö 54:1                       | Stensättning                     |              | Fogdö, Södermanland |             | 59.433335, 16.903010 | 10032100540001 | Ladda upp en bild av detta fornminne      |
| Fogdö 55:1                       | Gravfält                         |              | Fogdö, Södermanland |             | 59.431818, 16.903977 | 10032100550001 | Ladda upp en bild av detta fornminne      |
| Stenby borg (Fogdö 56:1)         | Fornborg                         |              | Fogdö, Södermanland |             | 59.432456, 16.901425 | 10032100560001 | Ladda upp en bild av detta fornminne      |
| Fogdö 57:1                       | Gravfält                         |              | Fogdö, Södermanland |             | 59.433037, 16.899921 | 10032100570001 | Ladda upp en bild av detta fornminne      |
| Fogdö 59:1                       | Hög                              |              | Fogdö, Södermanland |             | 59.433455, 16.899691 | 10032100590001 | Ladda upp en bild av detta fornminne      |
| Fogdö 59:3                       | Hög                              |              | Fogdö, Södermanland |             | 59.433540, 16.899456 | 10032100590003 | Ladda upp en bild av detta fornminne      |
| Fogdö 60:1                       | Stensättning                     |              | Fogdö, Södermanland |             | 59.432170, 16.902744 | 10032100600001 | Ladda upp en bild av detta fornminne      |
| Fogdö 60:2                       | Stensättning                     |              | Fogdö, Södermanland |             | 59.432159, 16.902466 | 10032100600002 | Ladda upp en bild av detta fornminne      |
| Fogdö 60:3                       | Stensättning                     |              | Fogdö, Södermanland |             | 59.431742, 16.902100 | 10032100600003 | Ladda upp en bild av detta fornminne      |
| Fogdö 61:1                       | Hög                              |              | Fogdö, Södermanland |             | 59.429097, 16.887547 | 10032100610001 | Ladda upp en bild av detta fornminne      |
| Tingsbacken (Fogdö 63:1)         | Gravfält                         |              | Fogdö, Södermanland |             | 59.430280, 16.872059 | 10032100630001 | Ladda upp en bild av detta fornminne      |
| Fogdö 71:1                       | Stensättning                     |              | Fogdö, Södermanland |             | 59.441395, 16.909651 | 10032100710001 | Ladda upp en bild av detta fornminne      |
| Fogdö 73:1                       | Hög                              |              | Fogdö, Södermanland |             | 59.439199, 16.902195 | 10032100730001 | Ladda upp en bild av detta fornminne      |
| Fogdö 73:2                       | Hög                              |              | Fogdö, Södermanland |             | 59.439375, 16.902187 | 10032100730002 | Ladda upp en bild av detta fornminne      |
| Fogdö 76:1                       | Stensättning                     |              | Fogdö, Södermanland |             | 59.440780, 16.902822 | 10032100760001 | Ladda upp en bild av detta fornminne      |
| Fogdö 76:2                       | Stensättning                     |              | Fogdö, Södermanland |             | 59.440688, 16.902602 | 10032100760002 | Ladda upp en bild av detta fornminne      |
| Fogdö 76:3                       | Stensättning                     |              | Fogdö, Södermanland |             | 59.440550, 16.902701 | 10032100760003 | Ladda upp en bild av detta fornminne      |
| Fogdö 76:4                       | Stensättning                     |              | Fogdö, Södermanland |             | 59.441175, 16.902845 | 10032100760004 | Ladda upp en bild av detta fornminne      |
| Fogdö 78:1                       | Röse                             |              | Fogdö, Södermanland |             | 59.443231, 16.905869 | 10032100780001 | Ladda upp en bild av detta fornminne      |
| Fogdö 79:1                       | Gravfält                         |              | Fogdö, Södermanland |             | 59.442282, 16.896355 | 10032100790001 | Ladda upp en bild av detta fornminne      |
| Fogdö 80:1                       | Gravfält                         |              | Fogdö, Södermanland |             | 59.438833, 16.898085 | 10032100800001 | Ladda upp en bild av detta fornminne      |
| Fogdö 86:1                       | Stensättning                     |              | Fogdö, Södermanland |             | 59.435059, 16.879513 | 10032100860001 | Ladda upp en bild av detta fornminne      |
| Fogdö 87:1                       | Röse                             |              | Fogdö, Södermanland |             | 59.434776, 16.877475 | 10032100870001 | Ladda upp en bild av detta fornminne      |
| Fogdö 89:1                       | Gravfält                         |              | Fogdö, Södermanland |             | 59.435350, 16.884031 | 10032100890001 | Ladda upp en bild av detta fornminne      |
| Fogdö 91:1                       | Gravfält                         |              | Fogdö, Södermanland |             | 59.439213, 16.874882 | 10032100910001 | Ladda upp en bild av detta fornminne      |
| Fogdö 92:1                       | Hög                              |              | Fogdö, Södermanland |             | 59.445486, 16.874390 | 10032100920001 | Ladda upp en bild av detta fornminne      |
| Fogdö 93:1                       | Gravfält                         |              | Fogdö, Södermanland |             | 59.446752, 16.872266 | 10032100930001 | Ladda upp en bild av detta fornminne      |
| Fogdö 94:1                       | Grav markerad av sten/block      |              | Fogdö, Södermanland |             | 59.447533, 16.871484 | 10032100940001 | Ladda upp en bild av detta fornminne      |
| Fogdö 95:1                       | Röse                             |              | Fogdö, Södermanland |             | 59.447734, 16.873491 | 10032100950001 | Ladda upp en bild av detta fornminne      |
| Fogdö 95:2                       | Röse                             |              | Fogdö, Södermanland |             | 59.447696, 16.873743 | 10032100950002 | Ladda upp en bild av detta fornminne      |
| Fogdö 95:3                       | Stensättning                     |              | Fogdö, Södermanland |             | 59.447760, 16.873233 | 10032100950003 | Ladda upp en bild av detta fornminne      |
| Fogdö 95:4                       | Stensättning                     |              | Fogdö, Södermanland |             | 59.447732, 16.873022 | 10032100950004 | Ladda upp en bild av detta fornminne      |
| Fogdö 97:1                       | Röse                             |              | Fogdö, Södermanland |             | 59.448403, 16.872718 | 10032100970001 | Ladda upp en bild av detta fornminne      |
| Fogdö 99:1                       | Gravfält                         |              | Fogdö, Södermanland |             | 59.447862, 16.865130 | 10032100990001 | Ladda upp en bild av detta fornminne      |
| Fogdö 100:1                      | Stensättning                     |              | Fogdö, Södermanland |             | 59.444896, 16.870423 | 10032101000001 | Ladda upp en bild av detta fornminne      |
| Fogdö 100:2                      | Stensättning                     |              | Fogdö, Södermanland |             | 59.445160, 16.870846 | 10032101000002 | Ladda upp en bild av detta fornminne      |
| Fogdö 100:3                      | Stensättning                     |              | Fogdö, Södermanland |             | 59.445313, 16.870804 | 10032101000003 | Ladda upp en bild av detta fornminne      |
| Fogdö 104:1                      | Stensättning                     |              | Fogdö, Södermanland |             | 59.443185, 16.865075 | 10032101040001 | Ladda upp en bild av detta fornminne      |
| Fogdö 105:1                      | Gravfält                         |              | Fogdö, Södermanland |             | 59.442211, 16.865229 | 10032101050001 | Ladda upp en bild av detta fornminne      |
| Fogdö 106:1                      | Stensättning                     |              | Fogdö, Södermanland |             | 59.420157, 16.872740 | 10032101060001 | Ladda upp en bild av detta fornminne      |
| Fogdö 106:2                      | Stensättning                     |              | Fogdö, Södermanland |             | 59.420134, 16.872464 | 10032101060002 | Ladda upp en bild av detta fornminne      |
| Fogdö 106:3                      | Stensättning                     |              | Fogdö, Södermanland |             | 59.420034, 16.872609 | 10032101060003 | Ladda upp en bild av detta fornminne      |
| Fogdö 107:1                      | Stensättning                     |              | Fogdö, Södermanland |             | 59.416036, 16.872602 | 10032101070001 | Ladda upp en bild av detta fornminne      |
| Fogdö 110:1                      | Stensättning                     |              | Fogdö, Södermanland |             | 59.414733, 16.875362 | 10032101100001 | Ladda upp en bild av detta fornminne      |
| Fogdö 111:1                      | Stensättning                     |              | Fogdö, Södermanland |             | 59.419278, 16.879602 | 10032101110001 | Ladda upp en bild av detta fornminne      |
| Fogdö 112:1                      | Gravfält                         |              | Fogdö, Södermanland |             | 59.415320, 16.879585 | 10032101120001 | Ladda upp en bild av detta fornminne      |
| Fogdö 113:1                      | Röse                             |              | Fogdö, Södermanland |             | 59.408123, 16.898750 | 10032101130001 | Ladda upp en bild av detta fornminne      |
| Fogdö 113:2                      | Röse                             |              | Fogdö, Södermanland |             | 59.407953, 16.899130 | 10032101130002 | Ladda upp en bild av detta fornminne      |
| Fogdö 113:3                      | Stensättning                     |              | Fogdö, Södermanland |             | 59.407846, 16.899013 | 10032101130003 | Ladda upp en bild av detta fornminne      |
| Fogdö 113:4                      | Stensättning                     |              | Fogdö, Södermanland |             | 59.407772, 16.899321 | 10032101130004 | Ladda upp en bild av detta fornminne      |
| Fogdö 113:5                      | Stensättning                     |              | Fogdö, Södermanland |             | 59.407830, 16.899224 | 10032101130005 | Ladda upp en bild av detta fornminne      |
| Fogdö 114:1                      | Röse                             |              | Fogdö, Södermanland |             | 59.409360, 16.894691 | 10032101140001 | Ladda upp en bild av detta fornminne      |
| Fogdö 114:2                      | Stensättning                     |              | Fogdö, Södermanland |             | 59.409253, 16.894592 | 10032101140002 | Ladda upp en bild av detta fornminne      |
| Fogdö 115:1                      | Hög                              |              | Fogdö, Södermanland |             | 59.415347, 16.868941 | 10032101150001 | Ladda upp en bild av detta fornminne      |
| Fogdö 115:2                      | Hög                              |              | Fogdö, Södermanland |             | 59.415532, 16.868797 | 10032101150002 | Ladda upp en bild av detta fornminne      |
| Fogdö 115:3                      | Hög                              |              | Fogdö, Södermanland |             | 59.415164, 16.868318 | 10032101150003 | Ladda upp en bild av detta fornminne      |
| Fogdö 116:1                      | Stensättning                     |              | Fogdö, Södermanland |             | 59.413318, 16.868636 | 10032101160001 | Ladda upp en bild av detta fornminne      |
| Fogdö 120:1                      | Hög                              |              | Fogdö, Södermanland |             | 59.411350, 16.864445 | 10032101200001 | Ladda upp en bild av detta fornminne      |
| Fogdö 120:2                      | Hög                              |              | Fogdö, Södermanland |             | 59.411301, 16.864253 | 10032101200002 | Ladda upp en bild av detta fornminne      |
| Fogdö 121:1                      | Stensättning                     |              | Fogdö, Södermanland |             | 59.411334, 16.868147 | 10032101210001 | Ladda upp en bild av detta fornminne      |
| Fogdö 121:2                      | Stensättning                     |              | Fogdö, Södermanland |             | 59.411063, 16.868604 | 10032101210002 | Ladda upp en bild av detta fornminne      |
| Fogdö 122:1                      | Stensättning                     |              | Fogdö, Södermanland |             | 59.409370, 16.868116 | 10032101220001 | Ladda upp en bild av detta fornminne      |
| 20 (Fogdö 122:2)                 | Stensättning                     |              | Fogdö, Södermanland |             | 59.409180, 16.868082 | 10032101220002 | Ladda upp en bild av detta fornminne      |
| Fogdö 123:1                      | Stensättning                     |              | Fogdö, Södermanland |             | 59.432664, 16.925559 | 10032101230001 | Ladda upp en bild av detta fornminne      |
| Fogdö 123:2                      | Stensättning                     |              | Fogdö, Södermanland |             | 59.432691, 16.925381 | 10032101230002 | Ladda upp en bild av detta fornminne      |
| Fogdö 123:3                      | Stensättning                     |              | Fogdö, Södermanland |             | 59.432782, 16.925319 | 10032101230003 | Ladda upp en bild av detta fornminne      |
| Fogdö 125:1                      | Stensättning                     |              | Fogdö, Södermanland |             | 59.403418, 16.864589 | 10032101250001 | Ladda upp en bild av detta fornminne      |
| Fogdö 127:1                      | Gravfält                         |              | Fogdö, Södermanland |             | 59.414442, 16.851609 | 10032101270001 | Ladda upp en bild av detta fornminne      |
| Fogdö 128:1                      | Röse                             |              | Fogdö, Södermanland |             | 59.414417, 16.855324 | 10032101280001 | Ladda upp en bild av detta fornminne      |
| Fogdö 128:2                      | Stensättning                     |              | Fogdö, Södermanland |             | 59.414769, 16.854980 | 10032101280002 | Ladda upp en bild av detta fornminne      |
| Fogdö 129:1                      | Gravfält                         |              | Fogdö, Södermanland |             | 59.415948, 16.858319 | 10032101290001 | Ladda upp en bild av detta fornminne      |
| Fogdö 130:1                      | Gravfält                         |              | Fogdö, Södermanland |             | 59.418959, 16.848536 | 10032101300001 | Ladda upp en bild av detta fornminne      |
| Fogdö 132:1                      | Stensättning                     |              | Fogdö, Södermanland |             | 59.421030, 16.850402 | 10032101320001 | Ladda upp en bild av detta fornminne      |
| Fogdö 134:1                      | Gravfält                         |              | Fogdö, Södermanland |             | 59.422748, 16.850124 | 10032101340001 | Ladda upp en bild av detta fornminne      |
| Fogdö 135:1                      | Stensättning                     |              | Fogdö, Södermanland |             | 59.425477, 16.851762 | 10032101350001 | Ladda upp en bild av detta fornminne      |
| Fogdö 135:2                      | Stensättning                     |              | Fogdö, Södermanland |             | 59.425727, 16.851983 | 10032101350002 | Ladda upp en bild av detta fornminne      |
| Fogdö 136:1                      | Stensättning                     |              | Fogdö, Södermanland |             | 59.425525, 16.850679 | 10032101360001 | Ladda upp en bild av detta fornminne      |
| Fogdö 136:2                      | Stensättning                     |              | Fogdö, Södermanland |             | 59.425707, 16.850380 | 10032101360002 | Ladda upp en bild av detta fornminne      |
| Fogdö 137:1                      | Röse                             |              | Fogdö, Södermanland |             | 59.424135, 16.849739 | 10032101370001 | Ladda upp en bild av detta fornminne      |
| Fogdö 138:2                      | Stensättning                     |              | Fogdö, Södermanland |             | 59.426012, 16.849982 | 10032101380002 | Ladda upp en bild av detta fornminne      |
| Fogdö 139:1                      | Stensättning                     |              | Fogdö, Södermanland |             | 59.425970, 16.847372 | 10032101390001 | Ladda upp en bild av detta fornminne      |
| Fogdö 140:1                      | Gravfält                         |              | Fogdö, Södermanland |             | 59.426329, 16.848719 | 10032101400001 | Ladda upp en bild av detta fornminne      |
| Fogdö 141:1                      | Gravfält                         |              | Fogdö, Södermanland |             | 59.416601, 16.838201 | 10032101410001 | Ladda upp en bild av detta fornminne      |
| Fogdö 144:1                      | Stensättning                     |              | Fogdö, Södermanland |             | 59.432384, 16.863683 | 10032101440001 | Ladda upp en bild av detta fornminne      |
| Fogdö 144:2                      | Stensättning                     |              | Fogdö, Södermanland |             | 59.432291, 16.863385 | 10032101440002 | Ladda upp en bild av detta fornminne      |
| Fogdö 145:1                      | Hög                              |              | Fogdö, Södermanland |             | 59.420489, 16.890380 | 10032101450001 | Ladda upp en bild av detta fornminne      |
| Fogdö 145:2                      | Stensättning                     |              | Fogdö, Södermanland |             | 59.420626, 16.890278 | 10032101450002 | Ladda upp en bild av detta fornminne      |
| Fogdö 145:3                      | Stensättning                     |              | Fogdö, Södermanland |             | 59.420607, 16.890486 | 10032101450003 | Ladda upp en bild av detta fornminne      |
| Fogdö 146:1                      | Röse                             |              | Fogdö, Södermanland |             | 59.408745, 16.899139 | 10032101460001 | Ladda upp en bild av detta fornminne      |
| Fogdö 152:1                      | Gravfält                         |              | Fogdö, Södermanland |             | 59.457707, 16.895653 | 10032101520001 | Ladda upp en bild av detta fornminne      |
| Fogdö 153:1                      | Stensättning                     |              | Fogdö, Södermanland |             | 59.458175, 16.894135 | 10032101530001 | Ladda upp en bild av detta fornminne      |
| Fogdö 153:2                      | Hög                              |              | Fogdö, Södermanland |             | 59.458037, 16.894470 | 10032101530002 | Ladda upp en bild av detta fornminne      |
| Fogdö 154:1                      | Stensättning                     |              | Fogdö, Södermanland |             | 59.458165, 16.875351 | 10032101540001 | Ladda upp en bild av detta fornminne      |
| Fogdö 154:2                      | Stensättning                     |              | Fogdö, Södermanland |             | 59.458182, 16.875546 | 10032101540002 | Ladda upp en bild av detta fornminne      |
| Fogdö 155:1                      | Stensättning                     |              | Fogdö, Södermanland |             | 59.458246, 16.874466 | 10032101550001 | Ladda upp en bild av detta fornminne      |
| Fogdö 156:1                      | Gravfält                         |              | Fogdö, Södermanland |             | 59.453270, 16.880110 | 10032101560001 | Ladda upp en bild av detta fornminne      |
| Fogdö 158:1                      | Gravfält                         |              | Fogdö, Södermanland |             | 59.452276, 16.883259 | 10032101580001 | Ladda upp en bild av detta fornminne      |
| Fogdö 159:1                      | Stensättning                     |              | Fogdö, Södermanland |             | 59.455545, 16.877049 | 10032101590001 | Ladda upp en bild av detta fornminne      |
| Fogdö 159:2                      | Stensättning                     |              | Fogdö, Södermanland |             | 59.455566, 16.877244 | 10032101590002 | Ladda upp en bild av detta fornminne      |
| Fogdö 159:3                      | Stensättning                     |              | Fogdö, Södermanland |             | 59.455518, 16.877475 | 10032101590003 | Ladda upp en bild av detta fornminne      |
| Fogdö 159:4                      | Stensättning                     |              | Fogdö, Södermanland |             | 59.455515, 16.877679 | 10032101590004 | Ladda upp en bild av detta fornminne      |
| Fogdö 160:1                      | Stensättning                     |              | Fogdö, Södermanland |             | 59.456609, 16.867779 | 10032101600001 | Ladda upp en bild av detta fornminne      |
| Fogdö 161:1                      | Gravfält                         |              | Fogdö, Södermanland |             | 59.456556, 16.864407 | 10032101610001 | Ladda upp en bild av detta fornminne      |
| Fogdö 162:1                      | Gravfält                         |              | Fogdö, Södermanland |             | 59.449341, 16.891374 | 10032101620001 | Ladda upp en bild av detta fornminne      |
| Fogdö 163:1                      | Gravfält                         |              | Fogdö, Södermanland |             | 59.463086, 16.876172 | 10032101630001 | Ladda upp en bild av detta fornminne      |
| Fogdö 164:1                      | Stensättning                     |              | Fogdö, Södermanland |             | 59.448598, 16.924315 | 10032101640001 | Ladda upp en bild av detta fornminne      |
| Fogdö 164:2                      | Stensättning                     |              | Fogdö, Södermanland |             | 59.448675, 16.924209 | 10032101640002 | Ladda upp en bild av detta fornminne      |
| Fogdö 166:1                      | Stensättning                     |              | Fogdö, Södermanland |             | 59.474888, 16.858489 | 10032101660001 | Ladda upp en bild av detta fornminne      |
| Fogdö 166:2                      | Röse                             |              | Fogdö, Södermanland |             | 59.474828, 16.858402 | 10032101660002 | Ladda upp en bild av detta fornminne      |
| Fogdö 166:3                      | Stensättning                     |              | Fogdö, Södermanland |             | 59.474989, 16.858478 | 10032101660003 | Ladda upp en bild av detta fornminne      |
| Fogdö 168:1                      | Gravfält                         |              | Fogdö, Södermanland |             | 59.452477, 16.889724 | 10032101680001 | Ladda upp en bild av detta fornminne      |
| Fogdö 169:1                      | Hög                              |              | Fogdö, Södermanland |             | 59.456477, 16.865044 | 10032101690001 | Ladda upp en bild av detta fornminne      |
| Fogdö 171:1                      | Stensättning                     |              | Fogdö, Södermanland |             | 59.453215, 16.873082 | 10032101710001 | Ladda upp en bild av detta fornminne      |
| Fogdö 172:1                      | Röse                             |              | Fogdö, Södermanland |             | 59.487130, 16.842741 | 10032101720001 | Ladda upp en bild av detta fornminne      |
| Fogdö 172:2                      | Stensättning                     |              | Fogdö, Södermanland |             | 59.487574, 16.842493 | 10032101720002 | Ladda upp en bild av detta fornminne      |
| Fogdö 173:1                      | Gravfält                         |              | Fogdö, Södermanland |             | 59.467696, 16.848592 | 10032101730001 | Ladda upp en bild av detta fornminne      |
| Fogdö 176:1                      | Gravfält                         |              | Fogdö, Södermanland |             | 59.456266, 16.857887 | 10032101760001 | Ladda upp en bild av detta fornminne      |
| Fogdö 177:1                      | Stensättning                     |              | Fogdö, Södermanland |             | 59.464331, 16.831641 | 10032101770001 | Ladda upp en bild av detta fornminne      |
| Fogdö 178:1                      | Röse                             |              | Fogdö, Södermanland |             | 59.458220, 16.832436 | 10032101780001 | Ladda upp en bild av detta fornminne      |
| Fogdö 181:1                      | Gravfält                         |              | Fogdö, Södermanland |             | 59.452377, 16.857569 | 10032101810001 | Ladda upp en bild av detta fornminne      |
| Sö 322 (Fogdö 182:1)             | Runristning                      |              | Fogdö, Södermanland | Stora Väsby | 59.451694, 16.856736 | 10032101820001 | Ladda upp en bild av detta fornminne      |
| Fogdö 183:1                      | Gravfält                         |              | Fogdö, Södermanland |             | 59.451210, 16.843346 | 10032101830001 | Ladda upp en bild av detta fornminne      |
| Sörby tupp (Fogdö 184:1)         | Röse                             |              | Fogdö, Södermanland |             | 59.449719, 16.845034 | 10032101840001 | Ladda upp en bild av detta fornminne      |
| Fogdö 184:2                      | Röse                             |              | Fogdö, Södermanland |             | 59.449579, 16.845035 | 10032101840002 | Ladda upp en bild av detta fornminne      |
| Fogdö 185:1                      | Gravfält                         |              | Fogdö, Södermanland |             | 59.449673, 16.846729 | 10032101850001 | Ladda upp en bild av detta fornminne      |
| Fogdö 188:1                      | Stensättning                     |              | Fogdö, Södermanland |             | 59.465076, 16.818833 | 10032101880001 | Ladda upp en bild av detta fornminne      |
| Fogdö 191:1                      | Gravfält                         |              | Fogdö, Södermanland |             | 59.447275, 16.860469 | 10032101910001 | Ladda upp en bild av detta fornminne      |
| Fogdö 192:1                      | Hög                              |              | Fogdö, Södermanland |             | 59.446430, 16.860504 | 10032101920001 | Ladda upp en bild av detta fornminne      |
| Fogdö 193:1                      | Röse                             |              | Fogdö, Södermanland |             | 59.443811, 16.859935 | 10032101930001 | Ladda upp en bild av detta fornminne      |
| Fogdö 194:1                      | Stensättning                     |              | Fogdö, Södermanland |             | 59.440711, 16.860188 | 10032101940001 | Ladda upp en bild av detta fornminne      |
| Fogdö 194:2                      | Stensättning                     |              | Fogdö, Södermanland |             | 59.440708, 16.860374 | 10032101940002 | Ladda upp en bild av detta fornminne      |
| Fogdö 195:1                      | Gravfält                         |              | Fogdö, Södermanland |             | 59.439834, 16.860375 | 10032101950001 | Ladda upp en bild av detta fornminne      |
| Fogdö 196:1                      | Röse                             |              | Fogdö, Södermanland |             | 59.439804, 16.857318 | 10032101960001 | Ladda upp en bild av detta fornminne      |
| Fogdö 197:1                      | Gravfält                         |              | Fogdö, Södermanland |             | 59.440295, 16.856934 | 10032101970001 | Ladda upp en bild av detta fornminne      |
| Fogdö 198:1                      | Röse                             |              | Fogdö, Södermanland |             | 59.439459, 16.854566 | 10032101980001 | Ladda upp en bild av detta fornminne      |
| Fogdö 199:1                      | Stensättning                     |              | Fogdö, Södermanland |             | 59.440858, 16.855690 | 10032101990001 | Ladda upp en bild av detta fornminne      |
| Fogdö 199:2                      | Stensättning                     |              | Fogdö, Södermanland |             | 59.440712, 16.855804 | 10032101990002 | Ladda upp en bild av detta fornminne      |
| Fogdö 200:1                      | Röse                             |              | Fogdö, Södermanland |             | 59.440079, 16.850723 | 10032102000001 | Ladda upp en bild av detta fornminne      |
| Fogdö 200:2                      | Stensättning                     |              | Fogdö, Södermanland |             | 59.440168, 16.850387 | 10032102000002 | Ladda upp en bild av detta fornminne      |
| Fogdö 200:3                      | Stensättning                     |              | Fogdö, Södermanland |             | 59.440228, 16.850216 | 10032102000003 | Ladda upp en bild av detta fornminne      |
| Fogdö 200:4                      | Stensättning                     |              | Fogdö, Södermanland |             | 59.440034, 16.850313 | 10032102000004 | Ladda upp en bild av detta fornminne      |
| Fogdö 201:1                      | Gravfält                         |              | Fogdö, Södermanland |             | 59.439416, 16.852085 | 10032102010001 | Ladda upp en bild av detta fornminne      |
| Fogdö 202:1                      | Gravfält                         |              | Fogdö, Södermanland |             | 59.438803, 16.853607 | 10032102020001 | Ladda upp en bild av detta fornminne      |
| Fogdö 204:1                      | Gravfält                         |              | Fogdö, Södermanland |             | 59.433757, 16.851575 | 10032102040001 | Ladda upp en bild av detta fornminne      |
| Fogdö 207:1                      | Gravfält                         |              | Fogdö, Södermanland |             | 59.430223, 16.837540 | 10032102070001 | Ladda upp en bild av detta fornminne      |
| Fogdö 208:1                      | Stensättning                     |              | Fogdö, Södermanland |             | 59.430665, 16.836931 | 10032102080001 | Ladda upp en bild av detta fornminne      |
| Fogdö 209:1                      | Röse                             |              | Fogdö, Södermanland |             | 59.431127, 16.837240 | 10032102090001 | Ladda upp en bild av detta fornminne      |
| Fogdö 211:1                      | Gravfält                         |              | Fogdö, Södermanland |             | 59.432360, 16.843316 | 10032102110001 | Ladda upp en bild av detta fornminne      |
| Fogdö 212:1                      | Gravfält                         |              | Fogdö, Södermanland |             | 59.432525, 16.836066 | 10032102120001 | Ladda upp en bild av detta fornminne      |
| Fogdö 213:1                      | Gravfält                         |              | Fogdö, Södermanland |             | 59.432274, 16.838905 | 10032102130001 | Ladda upp en bild av detta fornminne      |
| Fogdö 233:1                      | Röse                             |              | Fogdö, Södermanland |             | 59.459901, 16.883604 | 10032102330001 | Ladda upp en bild av detta fornminne      |
| Fogdö 234:1                      | Stensättning                     |              | Fogdö, Södermanland |             | 59.459888, 16.885244 | 10032102340001 | Ladda upp en bild av detta fornminne      |
| Fogdö 235:1                      | Stensättning                     |              | Fogdö, Södermanland |             | 59.459582, 16.885906 | 10032102350001 | Ladda upp en bild av detta fornminne      |
| Fogdö 235:2                      | Stensättning                     |              | Fogdö, Södermanland |             | 59.459569, 16.885631 | 10032102350002 | Ladda upp en bild av detta fornminne      |
| Fogdö 235:3                      | Stensättning                     |              | Fogdö, Södermanland |             | 59.459570, 16.885493 | 10032102350003 | Ladda upp en bild av detta fornminne      |
| Fogdö 236:1                      | Stensättning                     |              | Fogdö, Södermanland |             | 59.464084, 16.879132 | 10032102360001 | Ladda upp en bild av detta fornminne      |
| Fogdö 238:1                      | Stensättning                     |              | Fogdö, Södermanland |             | 59.462188, 16.879740 | 10032102380001 | Ladda upp en bild av detta fornminne      |
| Fogdö 240:1                      | Hällristning                     |              | Fogdö, Södermanland |             | 59.422832, 16.856593 | 10032102400001 | Ladda upp en bild av detta fornminne      |
| Fogdö 241:1                      | Gravfält                         |              | Fogdö, Södermanland |             | 59.439363, 16.839540 | 10032102410001 | Ladda upp en bild av detta fornminne      |
| Fogdö 241:2                      | Stensättning                     |              | Fogdö, Södermanland |             | 59.439872, 16.839312 | 10032102410002 | Ladda upp en bild av detta fornminne      |
| Fogdö 241:3                      | Stensättning                     |              | Fogdö, Södermanland |             | 59.439928, 16.839053 | 10032102410003 | Ladda upp en bild av detta fornminne      |
| Fogdö 242:1                      | Gravfält                         |              | Fogdö, Södermanland |             | 59.439036, 16.835427 | 10032102420001 | Ladda upp en bild av detta fornminne      |
| Fogdö 242:2                      | Hällristning                     |              | Fogdö, Södermanland |             | 59.440050, 16.837037 | 10032102420002 | Ladda upp en bild av detta fornminne      |
| Fogdö 246:1                      | Stensättning                     |              | Fogdö, Södermanland |             | 59.403705, 16.862342 | 10032102460001 | Ladda upp en bild av detta fornminne      |
| Rättartorpet (Fogdö 253)         | Lägenhetsbebyggelse              |              | Fogdö, Södermanland |             | 59.462955, 16.863519 | 12000000007862 | Ladda upp en bild av detta fornminne      |
| Fogdö 255                        | Lägenhetsbebyggelse              |              | Fogdö, Södermanland |             | 59.475048, 16.873982 | 12000000007864 | Ladda upp en bild av detta fornminne      |
| Fogdö 257                        | Brunn/kallkälla                  |              | Fogdö, Södermanland |             | 59.452553, 16.884712 | 12000000007866 | Ladda upp en bild av detta fornminne      |
| Fogdö 259                        | Stensättning                     |              | Fogdö, Södermanland |             | 59.475638, 16.874622 | 12000000007868 | Ladda upp en bild av detta fornminne      |
| Hällstugan (Fogdö 265)           | Lägenhetsbebyggelse              |              | Fogdö, Södermanland |             | 59.463441, 16.865547 | 12000000007874 | Ladda upp en bild av detta fornminne      |
| Fogdö 266                        | Stensättning                     |              | Fogdö, Södermanland |             | 59.458161, 16.874114 | 12000000007875 | Ladda upp en bild av detta fornminne      |
| Fogdö 267                        | Gravfält                         |              | Fogdö, Södermanland |             | 59.436141, 16.840626 | 12000000007876 | Ladda upp en bild av detta fornminne      |
| Fogdö 278                        | Husgrund, historisk tid          |              | Fogdö, Södermanland |             | 59.439937, 16.936911 | 12000000008109 | Ladda upp en bild av detta fornminne      |
| Fogdö 282                        | Husgrund, historisk tid          |              | Fogdö, Södermanland |             | 59.439961, 16.937669 | 12000000008113 | Ladda upp en bild av detta fornminne      |
| Fogdö 289                        | Hällristning                     |              | Fogdö, Södermanland |             | 59.429875, 16.837532 | 12000000008120 | Ladda upp en bild av detta fornminne      |
| Fogdö 291                        | Stensättning                     |              | Fogdö, Södermanland |             | 59.447789, 16.866118 | 12000000008124 | Ladda upp en bild av detta fornminne      |
| Fogdö 292                        | Lägenhetsbebyggelse              |              | Fogdö, Södermanland |             | 59.447826, 16.865834 | 12000000008125 | Ladda upp en bild av detta fornminne      |
| Fogdö 294                        | Stensättning                     |              | Fogdö, Södermanland |             | 59.448136, 16.872197 | 12000000008128 | Ladda upp en bild av detta fornminne      |
| Fogdö 298                        | Husgrund, historisk tid          |              | Fogdö, Södermanland |             | 59.439895, 16.936759 | 12000000008132 | Ladda upp en bild av detta fornminne      |
| Fogdö 300                        | Hällristning                     |              | Fogdö, Södermanland |             | 59.411184, 16.854525 | 12000000008134 | Ladda upp en bild av detta fornminne      |
| Fogdö 310                        | Stensättning                     |              | Fogdö, Södermanland |             | 59.441503, 16.923152 | 12000000008208 | Ladda upp en bild av detta fornminne      |
| Fogdö 311                        | Stensättning                     |              | Fogdö, Södermanland |             | 59.458990, 16.885522 | 12000000008209 | Ladda upp en bild av detta fornminne      |
| Fogdö 315                        | Stensättning                     |              | Fogdö, Södermanland |             | 59.458886, 16.885567 | 12000000008213 | Ladda upp en bild av detta fornminne      |
| Fogdö 318                        | Husgrund, historisk tid          |              | Fogdö, Södermanland |             | 59.443728, 16.918057 | 12000000008216 | Ladda upp en bild av detta fornminne      |
| Fogdö 322                        | Stensättning                     |              | Fogdö, Södermanland |             | 59.444136, 16.918616 | 12000000008220 | Ladda upp en bild av detta fornminne      |
| Fogdö 323                        | Lägenhetsbebyggelse              |              | Fogdö, Södermanland |             | 59.414401, 16.839516 | 12000000008221 | Ladda upp en bild av detta fornminne      |
| Fogdö 324                        | Stensättning                     |              | Fogdö, Södermanland |             | 59.459060, 16.885597 | 12000000008222 | Ladda upp en bild av detta fornminne      |
| Fogdö 331                        | Stensättning                     |              | Fogdö, Södermanland |             | 59.459156, 16.885512 | 12000000008229 | Ladda upp en bild av detta fornminne      |
| Fogdö 335                        | Stensättning                     |              | Fogdö, Södermanland |             | 59.435498, 16.897196 | 12000000008233 | Ladda upp en bild av detta fornminne      |
| Fogdö 390                        | Husgrund, förhistorisk/medeltida |              | Fogdö, Södermanland |             | 59.423758, 16.897456 | 12000000008421 | Ladda upp en bild av detta fornminne      |
| Fogdö 391                        | Stensättning                     |              | Fogdö, Södermanland |             | 59.422566, 16.883644 | 12000000008422 | Ladda upp en bild av detta fornminne      |
| Fogdö 399                        | Gravfält                         |              | Fogdö, Södermanland |             | 59.420003, 16.887605 | 12000000008430 | Ladda upp en bild av detta fornminne      |
| Fogdö 403                        | Stensättning                     |              | Fogdö, Södermanland |             | 59.412761, 16.880099 | 12000000008488 | Ladda upp en bild av detta fornminne      |
| Fogdö 405                        | Gravfält                         |              | Fogdö, Södermanland |             | 59.414706, 16.874895 | 12000000008490 | Ladda upp en bild av detta fornminne      |
| Fogdö 408                        | Stensättning                     |              | Fogdö, Södermanland |             | 59.407765, 16.855272 | 12000000008495 | Ladda upp en bild av detta fornminne      |
| Grönek (Fogdö 409)               | Lägenhetsbebyggelse              |              | Fogdö, Södermanland |             | 59.409577, 16.898357 | 12000000008496 | Ladda upp en bild av detta fornminne      |
| Fogdö 420                        | Stensättning                     |              | Fogdö, Södermanland |             | 59.403583, 16.862234 | 12000000008507 | Ladda upp en bild av detta fornminne      |
| Fogdö 421                        | Stensättning                     |              | Fogdö, Södermanland |             | 59.416438, 16.880182 | 12000000008508 | Ladda upp en bild av detta fornminne      |
| Fogdö 428                        | Stensättning                     |              | Fogdö, Södermanland |             | 59.412910, 16.880472 | 12000000008515 | Ladda upp en bild av detta fornminne      |
| Fogdö 485                        | Stensättning                     |              | Fogdö, Södermanland |             | 59.439156, 16.853767 | 12000000009280 | Ladda upp en bild av detta fornminne      |
| Fogdö 487                        | Stensättning                     |              | Fogdö, Södermanland |             | 59.440360, 16.860374 | 12000000009282 | Ladda upp en bild av detta fornminne      |
| Fogdö 488                        | Fornborg                         |              | Fogdö, Södermanland |             | 59.441249, 16.848080 | 12000000009283 | Ladda upp en bild av detta fornminne      |
| Fogdö 491                        | Stensättning                     |              | Fogdö, Södermanland |             | 59.441290, 16.853852 | 12000000009286 | Ladda upp en bild av detta fornminne      |
| Fogdö 494                        | Hällristning                     |              | Fogdö, Södermanland |             | 59.443830, 16.845831 | 12000000009289 | Ladda upp en bild av detta fornminne      |
| Fogdö 496                        | Hällristning                     |              | Fogdö, Södermanland |             | 59.439310, 16.865074 | 12000000009292 | Ladda upp en bild av detta fornminne      |
| Fogdö 509                        | Röse                             |              | Fogdö, Södermanland |             | 59.475686, 16.873714 | 12000000010610 | Ladda upp en bild av detta fornminne      |
| Fogdö 511                        | Röse                             |              | Fogdö, Södermanland |             | 59.449875, 16.845017 | 12000000010612 | Ladda upp en bild av detta fornminne      |
| Fogdö 520                        | Gravfält                         |              | Fogdö, Södermanland |             | 59.423007, 16.854575 | 12000000035195 | Ladda upp en bild av detta fornminne      |